# Gare de Pietermaritzburg
La gare de Pietermaritzburg est desservie par deux lignes ferroviaires connectant la ville aux grands centres de l'Afrique du Sud. Située dans le centre-ville, à Pine street, le bâtiment a été construit durant la deuxième moitié du XIXe siècle dans une architecture victorienne. L'arrestation de Gandhi en déplacement en train a marqué l'histoire locale.

## Situation ferroviaire
La gare est au croisement de deux lignes reliant Durban, Johannesburg et Le Cap.

## Histoire

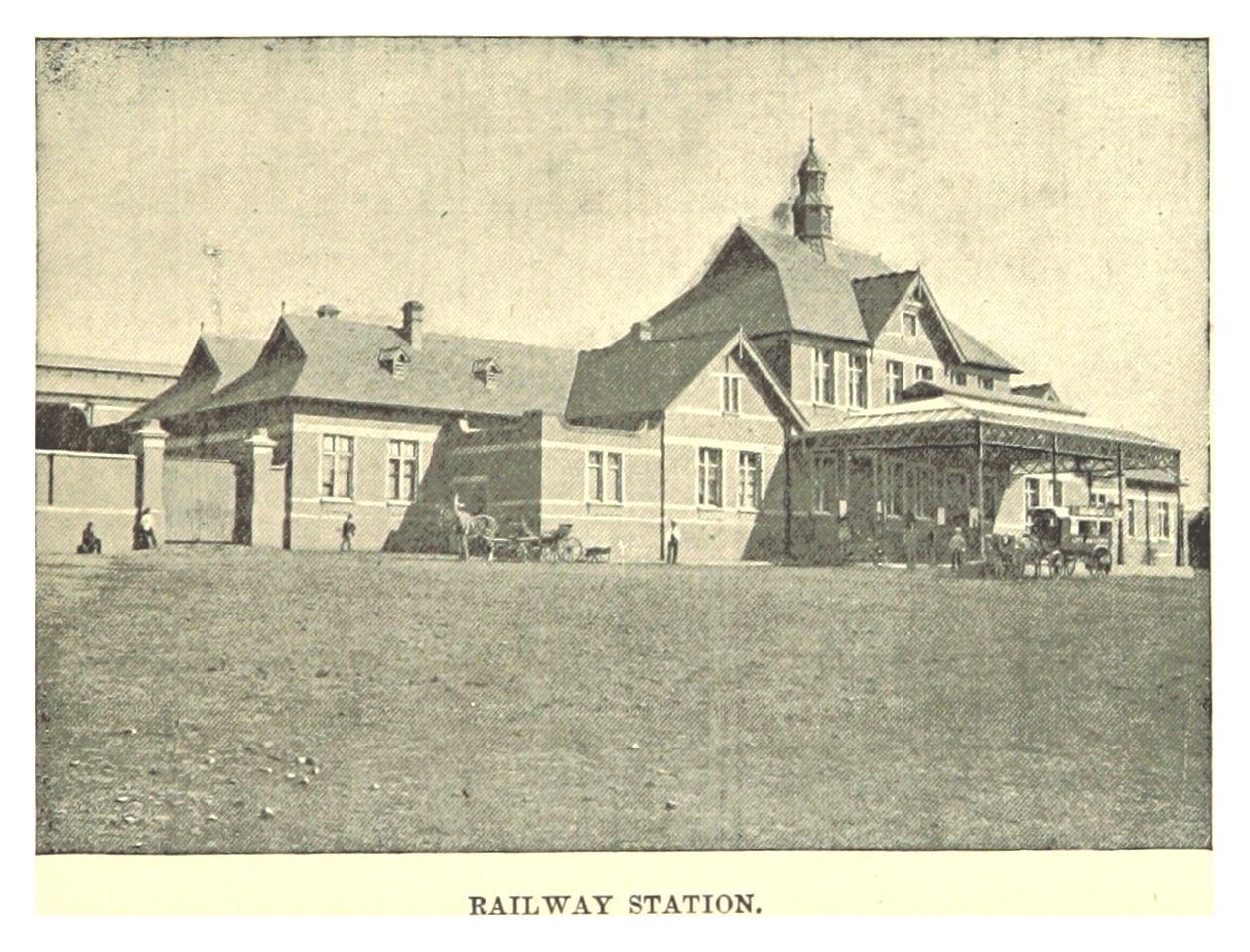
La gare en 1898.

## Service des voyageurs

### Desserte
Pietermaritzburg est desservie par des trains de liaisons opérés par la compagnie Shosholoza Meyl (en) : Johannesburg - Durban (voyage en deuxième classe), Johannesburg - Le Cap (voyage en deuxième classe), et Johannesburg - Durban (voyage en première classe).